# Edipo re (Lassen)
Edipo re è una composizione di Eduard Lassen destinata ad essere eseguita come musica di scena dell'Edipo re di Sofocle.
Fu eseguita per la prima volta a Weimar nel 1874.